# Курета схилова
Куре́та схилова (Myiophobus phoenicomitra) — вид горобцеподібних птахів родини тиранових (Tyrannidae). Мешкає в Андах.

## Підвиди
Виділяють два підвиди:
- M. p. litae (Hartert, E, 1900) — передгір'я і західні схили Анд в Колумбії і північно-західному Еквадорі;
- M. p. phoenicomitra (Taczanowski & Berlepsch, 1885) — передгір'я і східні схили Анд в Колумбії, Еквадорі і Перу (на південь до Сан-Мартіна).

## Поширення і екологія
Схилові курети мешкають в Колумбії, Еквадорі і Перу. Вони живуть в підліску вологих рівнинних і гірських тропічних лісів, переважно на висоті від 500 до 1550 м над рівнем моря.